# Alice Babs diskografi
Följande är en komplett diskografi över de studioalbum och livealbum med hovsångerskan Alice Babs som har publicerats, samt en förteckning över de tidigaste samlingsalbum som har publicerats på LP, de senare mellan 1953 och 1984. Dessutom finns en ännu ej komplett förteckning över samlingsalbum som har publicerats på CD.

## Studioalbum och livealbum
- When the Children Are Asleep… (1958, med Ulrik Neumann)
- Alice and Wonderband (1959)
- Scandinavian Shuffle - The Utterly Fantastic Swe-Danes (1960, med Svend Asmussen och Ulrik Neumann)
- Med Swe-Danes på Berns (1961, livealbum med Svend Asmussen och Ulrik Neumann)
- På begäran (1962, livealbum med Svend Asmussen och Ulrik Neumann)
- Sjung med oss mamma (1963, med Titti Sjöblom)
- Scandinavian Songs with Alice and Svend (1964, med Svend Asmussen)
- Den olydiga ballongen (1965)
- Serenade to Sweden (1966, med Duke Ellington)
- Alice Babs sjunger Bach och Mozart (1966)
- Alice Babs '67 (1967)
- Det hopfällbara slottet (1968, med Titti Sjöblom m.fl.)
- Alice Babs sjunger Borghild Arnérs visor – Hej du måne (1968)
- Söndag (1970)
- Elizabethan Love Songs (1971)
- Äntligen! Alice & Svend (1972, livealbum med Svend Asmussen)
- Alice in Israel (1972)
- Noaks Ark (1972, med Jan Malmsjö m.fl.)
- Alice Babs på Gröna Lund (1973, livealbum)
- Music with a Jazz Flavour (1974)
- Om sommaren sköna (1974)
- Alice Babs Serenading Duke Ellington (1975)
- Alice Babs sjunger Alice Tegnér (1975)
- Glädjen – Alice & Titti på Berns (1976, livealbum med Titti Sjöblom)
- Somebody Cares (1977)
- Far Away Star (1978, med Duke Ellington m.fl.)
- Simple Isn't Easy (1979)
- What a Joy! (1981)
- Swingtime Again (1998)
- A Church Blues for Alice (1999)
- Don't Be Blue (2001)
- Illusion (2007)
- As Time Goes By (2009)

## Samlingsalbum
- Alice Babs och Staffan Broms sjunger till Harry Arnolds Orkester (1953, med Staffan Broms)
- Alice Babs sjunger flerstämmigt Vol. 1 (1953)
- Alice Babs (Cadence-album) (1957)
- Res med mej (1964)
- Alice och Titti (1964, med Titti Sjöblom)
- Parisorkestern och Estrads Elitorkestrar med Alice Babs (1966)
- Alice Babs sjunger för barnen (1966)
- Alice Babs Bästa (1966)
- Goda vanor i långa banor (1969, med Titti Sjöblom)
- Alice Babs (Excellent-album) (1969)
- Alice (Interdisc-album) (1970)
- Swing It Magistern! (Sonora-album) (1970)
- 1940-45 (1971)
- Blues in the Night 1942-47 (1973)
- Gamla favoriter (1973)
- Den mångsidiga (1973)
- Dedicated to You (1982)
- 1942-1947 (1982)
- Paper Doll (1982)
- Ett glatt humör (1984)

## Samlingsalbum på CD
- Alice Babs & Nisse Linds Hot-trio, originalinsp. 1939-41 (Vax Records CD 1003)
- Swingflickan, originalinsp. 1939-44 (Naxos 8.120759)
- Early Recordings 1939-49 (Vax Records CD 1000)
- Joddlarflickan (2-cd), originalinsp. 1939-51 (Klara skivan KLA 7802-2)
- Swing it! Alice Babs!, originalinsp. 1939-53 (Phontastic PHONTCD 9302)
- Swing it, Alice! (2-cd), originalinsp. 1939-63 (Sonora 548493-2)
- Ett glatt humör, originalinsp. 1940-42 (Sonora 529315-2)
- Guldkorn, originalinsp. (Metronome 8573-84676-2)
- Metronomeåren 1951-58 (Metronome 4509-93189-2)
- Alice Babs bästa (2-cd), originalinsp. 1951-61 (Metronome 5050467-1616-2-7)
- Mitsommernacht, originalinsp. 1953-59 (Bear Family BCD 15809-AH)
- Lollipop, originalinsp. 1953-59 (Bear Family BCD 15814-AH)
- Diamanter (2-cd), originalinsp. 1958-60 (EMI 7243-5-96148-2-3)
- Just You, Just Me, originalinsp. 1958-72 (EMI 7243-5-20153-2-0)
- Regntunga skyar, originalinsp. 1958-72 (Pickwick 751146)
- Scandinavian Shuffle (Swe-Danes), originalinsp. 1959 (Metronome 4509-95438-2)
- Alice Babs, originalinsp. 1964 (Swedish Society Discofil SWECD 400)
- Yesterday, originalinsp. 1966-75 (Prophone PCD 050)
- Den olydiga ballongen/Hej du måne, originalinsp. 1968-76 (EMI 7243 5398942 2)
- What a Joy!, originalinsp. 1972-80 (Prophone PCD 045)
- There's Something About Me, originalinsp. 1973-78 (Bluebell ABCD 052)
- Alice Babs Serenading Duke Ellington, originalinsp. 1974-75 (Prophone PCD 021)
- Om sommaren sköna – Sjunger Alice Tegnér, originalinsp. 1974 (Swedish Society Discofil SCD 3003)